# Världsmästerskapen i skidflygning 1983
Världsmästerskapen i skidflygning 1983 hoppades i Čerťák i Harrachov, Tjeckoslovakien.

## Individuellt
- 17-20 mars 1983

| Medalj | Hoppare                      | Poäng  |
| Guld   | Klaus Ostwald (Östtyskland)  | 1051.0 |
| Silver | Pavel Ploc (Tjeckoslovakien) | 1045.5 |
| Brons  | Matti Nykänen (Finland)      | 1043.5 |

## Medaljligan
| Rank | Nation          | Guld | Silver | Brons | Totalt |
| ---- | --------------- | ---- | ------ | ----- | ------ |
| 1    | Östtyskland     | 1    | 0      | 0     | 1      |
| 2    | Tjeckoslovakien | 0    | 1      | 0     | 1      |
| 3    | Finland         | 0    | 0      | 1     | 1      |